# Franz Gerber
Franz Gerber (Monaco di Baviera, 27 novembre 1953) è un allenatore di calcio ed ex calciatore tedesco, di ruolo attaccante.

## Carriera
Con 115 reti segnate in Zweite Bundesliga si colloca all'ottavo posto nella classifica di tutti i tempi della manifestazione.

## Palmarès

### Giocatore

#### Competizioni nazionali
- Campionato tedesco: 1

Bayern Monaco: 1971-1972
- Regionalliga Nord: 1

St. Pauli: 1972-1973
- 2. Fußball-Bundesliga: 2

St. Pauli: 1976-1977
Monaco 1860: 1978-1979

### Individuale
- Capocannoniere della Zweite Bundesliga: 1

1976-1977 (27 reti)